# 永明中心
永明中心（Sun Life Centre）位於加拿大多倫多的雙塔樓摩天大樓，是永明金融的總部。位於皇帝街和大學路相交處。東塔比西塔高。
2010年被加拿大建築委員會授予LEED金色證書。

## 外部連結
维基共享资源上的相關多媒體資源：永明中心